# Polonez (Album)
Polonez ist ein Jazzalbum der Formation Lumpeks um Louis Laurain und Pierre Borel. Die am 28. Februar sowie am 1. und 2. März 2023 im Studio S4 des polnischen Rundfunks Polskie Radio in Warschau entstandenen Aufnahmen erschienen am 26. Januar 2024 auf Umlaut Records in Koproduktion mit dem Polish Radio Center for Folk Culture (Radiowe Centrum Kultury Ludowej) sowie Unterstützung des Maison de la Musique Contemporaine.

## Hintergrund
Die französischen Musiker Louis Laurain und Pierre Borel wurden von Sebastien Beliah und Olga Kozieł dazu eingeladen, mit ihnen in der Band Lumpeks „die polnische Volksmusik durch das Prisma des Jazz-Idioms zu betrachten“, notierte Jakub Knera. Kozieł ist Sängerin und lernt seit 2005 traditionellen Gesang von polnischen Dorfsängern und beschäftigt sich Archivaufnahmen. Sie spielt die Baraban, eine Basstrommel, während Beliah den Kontrabass spielt. Seit fast einem Jahrzehnt kennen sich die drei Franzosen aus der Umlaut Big Band, die sich unter anderem mit dem historischen Repertoire der Bigbands von Mary Lou Williams, Duke Ellington und Benny Carter sowie dem Arrangements von Don Redman (The King of Bungle Bar) auseinandersetzte. Sie reproduzieren nicht nur die Originale, sondern verwenden dabei neue Arrangements und Neuinterpretationen, schrieb Jakub Knera.
Bei Lumpeks sei der Weg ähnlich. Dieses Quartett verfolge, so Jakub Knera, obwohl es traditionelle Musik als Ausgangspunkt nimmt, mit seiner Musik weitreichende Ziele. Sie bauen ihr Repertoire aus einem anonymen Bestand alter polnischer Volkslieder auf und transformieren ihre Formen und Rhythmen mit den Texturen des modernen Jazz. Dazu wählen sie Musik aus dem Zentrum Polens: Radomszczyzna, Opoczyńskie, Rawskie; außerdem finden sie die Melodien in den Archiven von Andrzej Bieńkowski oder auf Alben mit traditioneller Musik aus verschiedenen Regionen Polens. „Polonez“, der Titel ihres zweiten Albums, erinnert an einen beliebten Tanz – neben Mazurek und Krakowiak der älteste in Polen. Es ist auch der Name des FSO Polonez, eines polnischen Automodells der 1980er-Jahre, das heute in Polen mit Nostalgie betrachtet wird.

## Titelliste

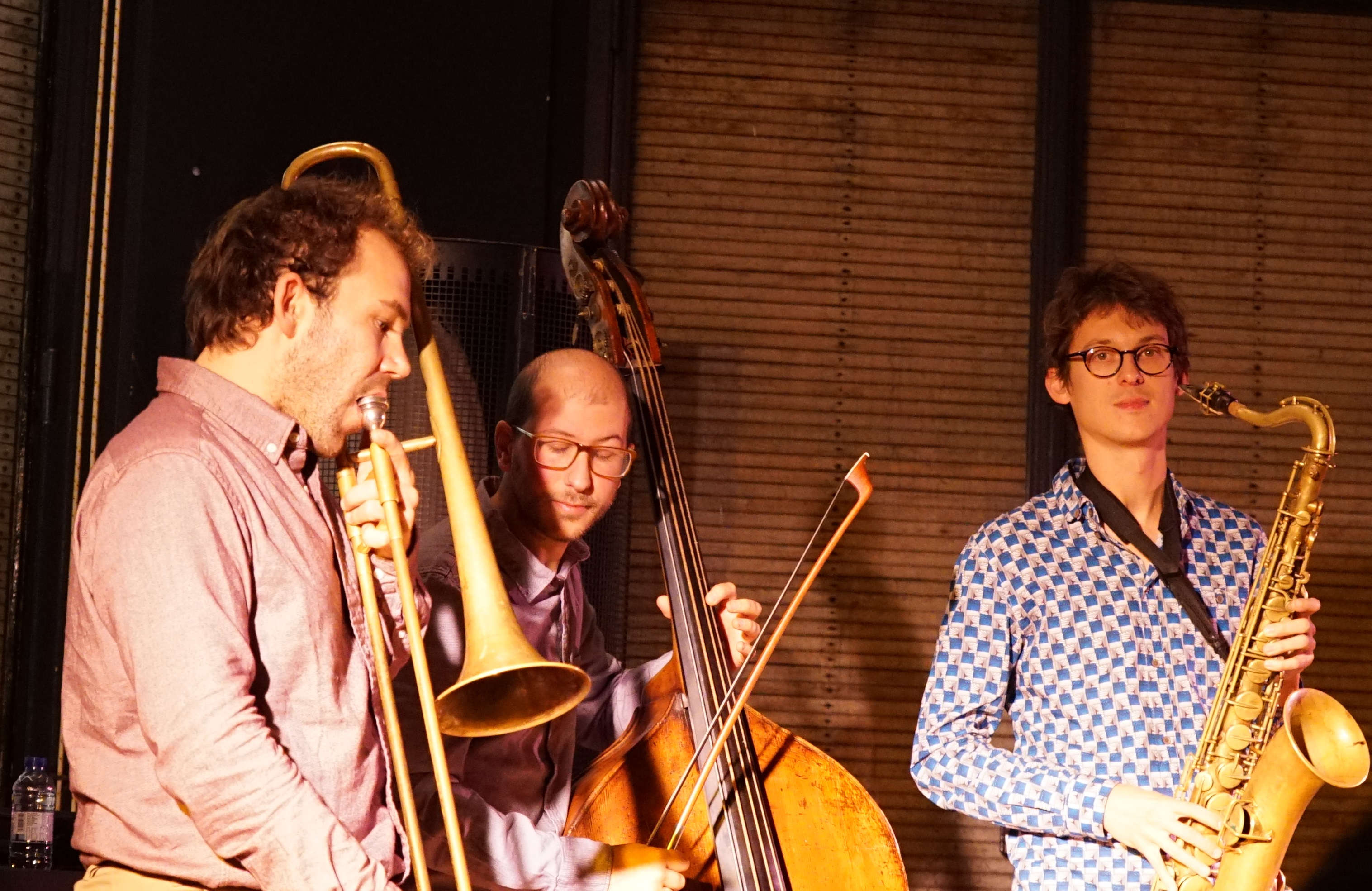
Bassist Sébastien Beliah (Mitte) 2015 mit Fidel Fourneyron (Posaune) und Geoffroy Gesser (Saxophon)

- Lumpeks: Polonez (Umlaut)

1. Tête deux chevals 3:53
2. Le souterrain 5:13
3. Sobota na basenie 2:45
4. Dimanche au téléphone 7:44
5. Kujawiak kombinowany 4:09
6. Double polka 5:14
7. Będziem się krężyli 1:15
8. Café des sports 2:47
9. Piątek w domu 3:57
10. Kmita 6:06

## Rezeption

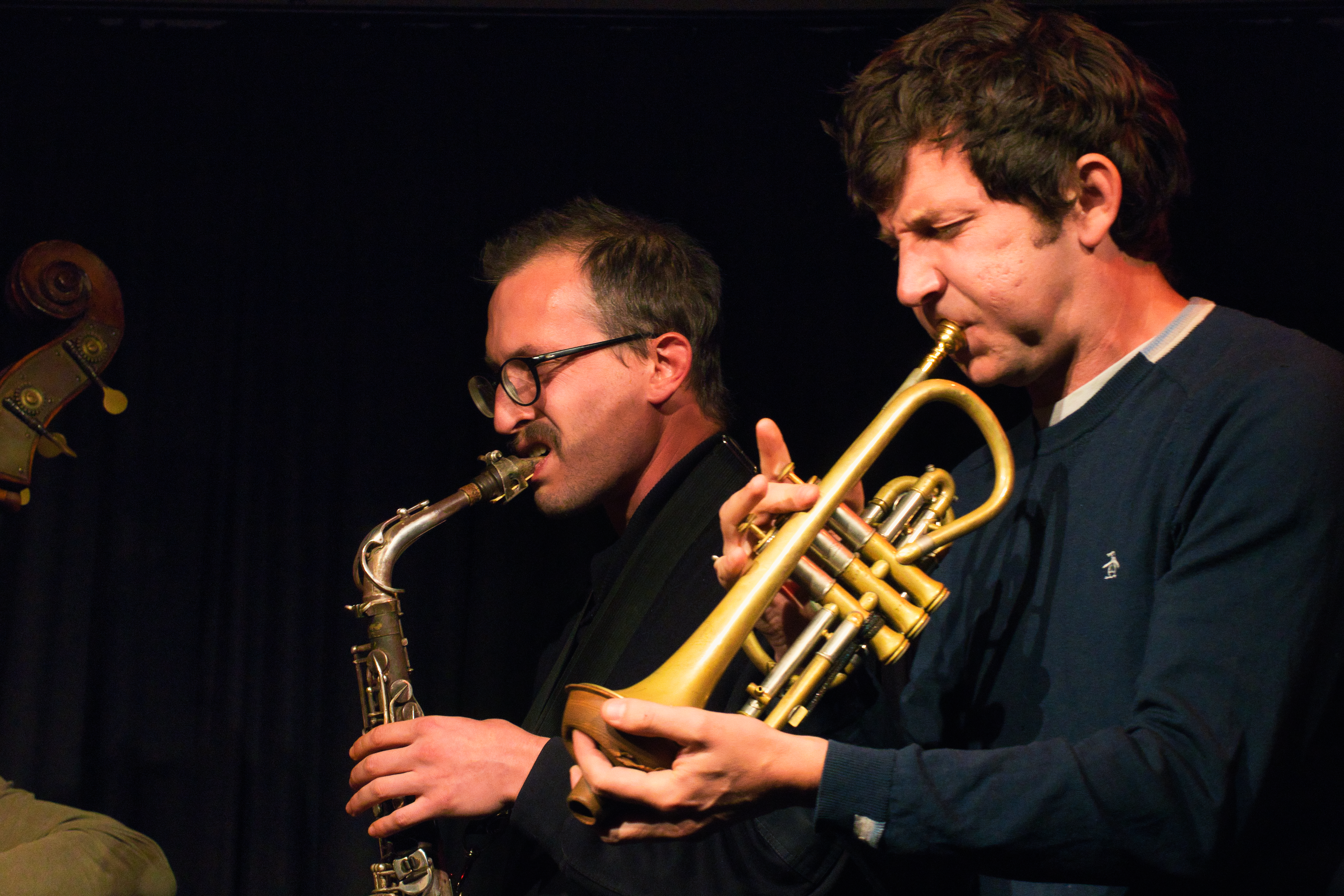
Louis Laurain (Kornett) und Pierre Borel (Saxophon) 2021 im Konzert im Club W71, Weikersheim

Gemeinsam wollen die vier Musiker Musik schaffen, die auf Traditionen aufbaut, aber mit Improvisation gemeinsame Elemente findet, schrieb Jakub Knera in The Quietus zu Polonez. Lumpeks bedeute auf Polnisch „aus zweiter Hand“ und das spiegle passend die Philosophie der Band wider, die verstaubte Melodien in originelle Kreationen verwandelt habe. Die hypnotischen Rhythmen der Mazurkas treffen auf den kraftvollen Ausdruck freier Improvisation, und die sündigen Melodien der Obereks fänden in dieser Orchestrierung neues Leben. Sie würden nicht uminterpretieren, sondern auf ihre Art spielen. Dabei würden sie nach Gemeinsamkeiten zwischen Folk und Jazz suchen: Swing-Takt, Triolen-Rhythmen, frenetisches Geigen- wie freies Saxophonspiel, die Liebe zum Detail und Improvisation.
Man könne Lumpeks nicht unbedingt als Folk-Band bezeichnen, so Knera, sondern eher als Reinkarnation von Ornette Colemans Quartett, das mit anderen Instrumenten in der ländlichen Gegend Mittelpolens improvisiert. Die Gruppe greife nicht nur auf traditionelle Melodien zurück, sondern bereite Jazz-Arrangements vor. Sie würden sich auf Details und den einzigartigen Klang der Instrumente konzentrieren und versuchen, diese nachzubilden, indem sie geräuschvoll wie Country-Geiger spielen und sich auf Jazz-Art von der Hektik der Volksmusik mitreißen lassen.